# Ardisia venusta
Ardisia venusta är en viveväxtart som beskrevs av Spencer Le Marchant Moore. Ardisia venusta ingår i släktet Ardisia och familjen viveväxter. Inga underarter finns listade i Catalogue of Life.